# Указ на Райхпрезидента за защита на народа и държавата
Указът на Райхспрезидента за защита на народа и държавата (на немски: Verordnung des Reichspräsidenten zum Schutz von Volk und Staat) е от 28 февруари 1933 г. за отмяна на гражданските права от Ваймарската конституция.
Непосредствен повод за издаването му е пожарът в Райхстага от 27 февруари същата година, който става причина за печално известния Лайпцигски процес.
С първата част на указа са отмени членове 114, 115, 117, 118, 123, 124 и 153 от Ваймарската конституцията, като в интерес на обществото, нацията и държавата се ограничават индивидуални права и свободи, както свободата на словото разпространявано от пресата, свободата на събранията и митингите. Улеснява се достъпът на спецслужбите до лична кореспондения, телефонното подслушване, претърсванията и изземванията, както и до отнемането на имущество. С указа се въвежда т.нар. „превантивно задържане“ в концентрационни лагери на територията на Райха.
Втората част от указа полага основата за държавна намеса в пазара със земи в съответствие с 25-те точки на НСДАП.
С указа започва трансформацията на Ваймарската република в тоталитарна държава, наречена Трети Райх.